# 바닷물고기

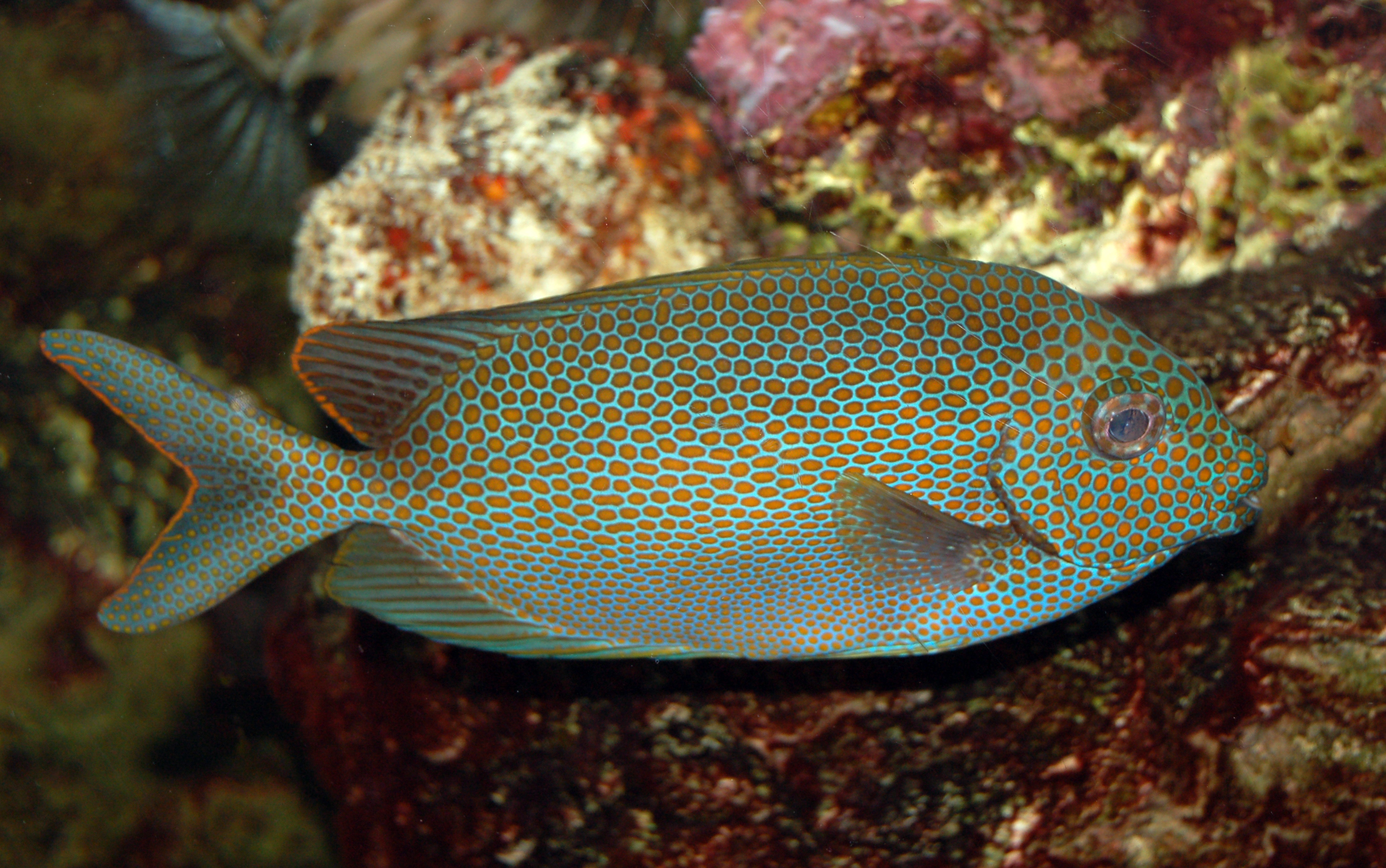
바닷물고기는 다양한 색과 패턴이 있다.

바닷물고기 또는 해수어(海水魚)는 바다에서 사는 어류를 말한다. 담수(淡水)에 사는 민물고기에 대조되는 의미로 짠물고기 또는 염수어(鹽水魚) 라고도 한다. 바닷물의 수분과 염류를 소화관을 통해 흡수한다.2006년 현재 알려진 28,000여 종의 어류 중 약 56%인 15,800여 종이 바닷물고기이다. 바다와 강의 경계 지역에서 살거나 양쪽 모두에서 사는 뱀장어, 연어 같은 기수어도 있기 때문에 이 수는 경우에 따라 다르게 셀 수 있다.

## 같이 보기
- 민물고기

## 참조
1. ↑  Joseph S. Nelson (2006년 2월 27일). 《Fishes of the World (Fourth Edition)》 (영어). Wiley. 11쪽. ISBN 978-0-471-25031-9.